# Кричман, Михаил Владимирович
Михаи́л Влади́мирович Кри́чман (род. 17 июня 1967, Москва) — российский кинооператор.

## Биография
Родился 17 июня 1967 года в Москве.
В 1984 году окончил среднюю школу в микрорайоне «Богородское» (ныне в ВАО г. Москвы).
В 1995 году окончил Академию печати по специальности «инженер-технолог».
Участник творческой группы «Диалог со всем миром».
Работал с режиссёрами Андреем Звягинцевым, Верой Сторожевой, Павлом Лунгиным, Алексеем Федорченко, Сергеем Тарамаевым, Лив Ульман, Джимом Шериданом.

## Фильмография
- 1996 — Неизвестная планета: Неизвестная Куба — монтаж, оператор
- 2000 — Чёрная комната, новеллы «Бусидо», «Obscure», «Выбор»
- 2002 — Теория запоя
- 2003 — Небо. Самолёт. Девушка
- 2003 — Возвращение
- 2004 — Сломанные куколки — ТВ
- 2005 — Бедные родственники
- 2006 — Изгнание
- 2009 — Апокриф
- 2010 — Овсянки
- 2011 — Елена
- 2013 — Зимний путь
- 2014 — Левиафан
- 2014 — Фрёкен Юлия
- 2016 — Скрижали судьбы
- 2017 — Нелюбовь
- 2019 — Сорокин трип
- 2019 — Sheena 667
- 2024 — Горная невеста
- 2024 — Конец

## Клипы
- «Прикосновение» (А. Клевицкий)
- 2010 — «Январи» (Марк Тишман)
- 2011 — «Танец в темноте» (Никита)

## Награды и номинации
- 2004 — МФ кинематографических дебютов «Дух огня» в Ханты-Мансийске: Приз за лучшую операторскую работу имени Павла Лебешева («Возвращение»).
- 2004 — Номинация на Премию киноизобразительного искусства «Белый квадрат» Гильдии кинооператоров России («Возвращение»).
- 2004 — Премия «Ника» За лучшую операторскую работу («Возвращение»).
- 2007 — Премия «Белый Слон» Гильдии киноведов и кинокритиков России За лучшую операторскую работу («Изгнание»).
- 2007 — Номинация на премию Европейской киноакадемии (European Film Awards — Felix Awards) за лучшую операторскую работу («Изгнание»).
- 2008 — Номинация на премию «Ника» За лучшую операторскую работу («Изгнание»).
- 2008 — Премия киноизобразительного искусства «Белый квадрат» Гильдии кинооператоров России в номинации Лучший кинооператор года («Изгнание»).
- 2008 — 14-й Российский кинофестиваль «Литература и кино» в Гатчине: Приз за лучшую операторскую работу им. Андрея Москвина («Изгнание»).
- 2010 — Премия «Золотая Озелла» Венецианского МКФ за лучшую операторскую работу («Овсянки»).
- 2010 — Премия Международного фестиваля кинооператорского искусства Camerimage «Серебряная лягушка» («Овсянки»)
- 2011 — Номинация на премию «Ника» За лучшую операторскую работу («Овсянки»).
- 2011 — Номинация на премию «Золотой орёл» За лучшую операторскую работу («Овсянки»).
- 2011 — МКФ «Братьев Манаки» в Македонии: приз «Серебряная камера-300» «за простоту и силу созданных ярких образов» («Овсянки»)[1].
- 2012 — Премия киноизобразительного искусства «Белый квадрат» Гильдии кинооператоров России в номинации Лучший кинооператор года («Елена»)[2].
- 2012 — Премия «Золотой орёл» За лучшую операторскую работу («Елена»).
- 2012 — Премия «Ника» За лучшую операторскую работу («Елена»).
- 2014 — 15-й фестиваль европейского кино в Лечче (Италия) — приз за лучшую операторскую работу («Зимний путь»)[3].
- 2014 — 22-й Международный фестиваль кинооператорского искусства Камеримидж, Быдгощ, Польша — главный приз «Золотая лягушка» («Левиафан»)[4][5][6].
- 2014 — Номинация на премию Киноакадемии Азиатско-Тихоокеанского региона (Asia Pacific Screen Awards) — «За достижения в кинооператорском искусстве» (фильм «Левиафан»)
- 2015 — Номинация на премию «Золотой орёл» За лучшую операторскую работу («Левиафан»)
- 2015 — Номинация на премию «Ника» За лучшую операторскую работу (фильм «Левиафан»)
- 2016 — Номинация на премию киноизобразительного искусства «Белый квадрат» Гильдии кинооператоров России за фильмы 2014 года (фильм «Левиафан»)
- 2017 — Премия Европейской киноакадемии лучшему оператору (фильм «Нелюбовь»)[7]
- 2017 — Премия Международного фестиваля кинооператорского искусства Camerimage «Серебряная лягушка» («Нелюбовь»)
- 2018 — Номинация на премию «Золотой орёл» за Лучшую операторскую работу (фильм «Нелюбовь»)
- 2018 — номинация на премию «Ника» за лучшую операторскую работу («Нелюбовь»).
- 2018 — номинация на премию киноизобразительного искусства «Белый квадрат» Гильдии кинооператоров России (фильм «Нелюбовь»).